# Oecematobolbina
Oecematobolbina is een geslacht van uitgestorven kreeftachtigen uit de klasse van de Ostracoda (mosselkreeftjes).

## Soorten
- Oecematobolbina pilosa Schallreuter, 1967 †
- Oecematobolbina porrecta Abushik & Sarv, 1983 †